# 阿迪倫達克 (紐約州)
阿迪倫達克（英語：Adirondack）是位於美國紐約州沃倫縣的非建制地區。

## 歷史
阿迪倫達克的郵局自1872年營運至今。

## 地理
阿迪倫達克所處的海拔為高於海平面248米（即814英呎），而該地所採用的時區為UTC-5，即北美东部时区（EST）。同時該地設有夏令時間，為UTC-5調快一小時，即UTC-4（EDT）。